# Giao hưởng số 92 (Haydn)
Giao hưởng số 92, cung Sol trưởng hay còn gọi là Giao hưởng Oxford là bản giao hưởng của nhà soạn nhạc người Áo Joseph Haydn. Sở dĩ có tên gọi là Oxford là vì tác phẩm được trình diễn vào đúng thời điểm Haydn nhận danh hiệu tiến sĩ danh dự của Trường Đại học Tổng hợp Oxford vào năm 1791. Tác phẩm được ông viết vào năm 1789, không liên quan gì đến Oxford.